# Apodacra
Apodacra är ett släkte av tvåvingar. Apodacra ingår i familjen köttflugor.

## Dottertaxa tillApodacra, i alfabetisk ordning[1]
- Apodacra africana
- Apodacra algiralis
- Apodacra argyrina
- Apodacra argyrocephala
- Apodacra bajanchongorica
- Apodacra brahicera
- Apodacra ceylonica
- Apodacra chrysocephala
- Apodacra ctenoscelis
- Apodacra cyprica
- Apodacra dasystigma
- Apodacra dichaeta
- Apodacra dispar
- Apodacra fallax
- Apodacra flavitarsis
- Apodacra greatheadi
- Apodacra heptopotamica
- Apodacra korneyevi
- Apodacra leucocera
- Apodacra linearis
- Apodacra ljudmilae
- Apodacra macra
- Apodacra melanarista
- Apodacra melanothorax
- Apodacra merei
- Apodacra mongolica
- Apodacra nana
- Apodacra natalensis
- Apodacra nigromaculata
- Apodacra nigropicta
- Apodacra nitidomaculata
- Apodacra orthogona
- Apodacra oxiana
- Apodacra pachymetopa
- Apodacra pseudoxygona
- Apodacra pulchra
- Apodacra rohdendorfi
- Apodacra seriemaculata
- Apodacra similis
- Apodacra stenometopa
- Apodacra stenorhina
- Apodacra sulcata
- Apodacra transaxiana
- Apodacra xanthopoda
- Apodacra zeravshanica